# Jean-Louis Vigier
Pour les articles homonymes, voir Vigier.
Jean-Louis Vigier, né le 24 décembre 1914 à Corneilla-del-Vercol (Pyrénées-Orientales) et mort le 8 octobre 1992 au Soler (Pyrénées-Orientales), est un homme politique français.

## Biographie
Il était le fils de Raphaël Vigier, maire de Corneilla-del-Vercol, et de Germaine Jonquères d’Oriola (parente du cavalier international). Il étudie chez les Jésuites d’Avignon et au lycée Saint-Charles de Marseille. Il est diplômé de l’université de Lyon et poursuit sa formation à l’école d’artillerie de Poitiers.

### Résistance
Pendant la Seconde Guerre mondiale, il s’illustre dans des activités clandestines dans la résistance, dirigeant le réseau Maurice, qui passe clandestinement la frontière et, par la suite, animant le réseau Alibi. Le 30 mai 1944, il est arrêté par les Allemands à Paris ; condamné à mort, il fut transféré à la citadelle de Pont-Saint-Esprit, où il tenta de se suicider en sautant de la citadelle pour qu’on ne lui fasse pas parler, mais il ne se brise que les jambes. De ce fait, il obtiendra plus tard le titre de « Great War Invalid » à 100 %. Après vingt-quatre jours de détention, il fut libéré par les troupes alliées dans leur avance et nommé président du Comité local de libération de Pont-Saint-Esprit.

### Engagement politique
Une fois le conflit terminé, il devient journaliste et, de mai 1945 à juillet 1947, il est directeur (PDG) du journal L’Époque, d’où il affronte les communistes ; lorsque le RPF a été créé, il le rejoint immédiatement et a mis le journal à la disposition du parti. En octobre 1947, Vigier est élu conseiller municipal de Paris et conseiller général du département de la Seine sur la liste du RPF, ce qui fait de lui le secrétaire général du groupement au conseil municipal de Paris. Il dirigeait alors l’Agence parisienne d’information. Il fut conseiller national du mouvement gaulliste (1948, 1949-1950, 1950-1951) et membre du conseil départemental de la Seine (1951-1952). En 1951, il est élu député représentant le département de la Seine, poste qu’il occupe jusqu’en 1958. À l’Assemblée nationale, il fait partie, d’abord, de la commission de presse, puis des commissions de justice et de législation (1953), de les immunités parlementaires (1954, année dans laquelle il est intervenu dans le procès des fuites) et celle de reconstruction, dommages de guerre et logement (1955). Mais peu à peu, il s’éloigne du gaullisme, si bien que le 24 octobre 1952, il défend l’amnistie à la tribune de l’Assemblée en disant :
« Tous ceux qui ont souffert n’acceptent pas de se complaire dans la souffrance des autres; loin de nous conduire à un reniement, ce sont les principes mêmes qui nous ont fait opter pour la Résistance qui, aujourd’hui, nous commandent l’indulgence envers ceux qui se sont égarés […]. C’est un honneur d’avoir souffert pour son pays. Sachons en être dignes en décidant que l’heure est venue du pardon. »
En novembre de la même année 1952, il fut exclu du RPF et fonda son propre groupe à la mairie ; le 26 avril de l’année suivante, il est réélu au conseil municipal et au conseil de la Seine sur une liste CNI. A l’Assemblée nationale, en novembre 1953, il défend le projet d’une Communauté européenne de défense (avec participation américaine). Lors de la dissolution du Parlement en 1956, il est tête de liste CNI-ARS dans la circonscription de Seine et est réélu ; au cours de cette législature, il a été membre des commissions de presse et de justice et législation. Défait aux élections à l’Assemblée de 1958, il est élu sénateur le 26 avril 1959, poste qu’il occupe jusqu’au 3 octobre 1980, date à laquelle il démissionne pour raisons de santé. Il avait présidé le conseil municipal de Paris de juin 1958 à mars 1959.

## Décorations et citations
- Grand officier de la Légion d'honneur
- Croix de guerre 1939-1945 avec palmes et étoiles
- Médaille de la Résistance avec rosette
- Médaille des blessés de guerre
- Médaille de la résistance emprisonnée
- Croix de Victoria
- Médaille de la Résistance polonaise en France